# Leszczewek
Leszczewek – wieś w Polsce położona w województwie podlaskim, w powiecie suwalskim, w gminie Suwałki.
Wieś duchowna położona była w końcu XVIII wieku w powiecie grodzieńskim województwa trockiego. W latach 1975–1998 miejscowość administracyjnie należała do województwa suwalskiego.
Przez miejscowość przebiega droga wojewódzka nr 653. Na południe od wsi położone jest małe jezioro Leszczewek.
Wierni kościoła rzymskokatolickiego należą do parafii Niepokalanego Poczęcia Najświętszej Maryi Panny w Wigrach.

## Obiekty zabytkowe
- cmentarz wojenny z I wojny światowej, nr rej.:353 z 14.03.1983[9].